# Pardosa laetabunda
Pardosa laetabunda är en spindelart som först beskrevs av Sergei Aleksandrovich Spassky 1941.  Pardosa laetabunda ingår i släktet Pardosa och familjen vargspindlar. Inga underarter finns listade i Catalogue of Life.